# Léproserie Saint-Lazare d'Herbet
La léproserie Saint-Lazare d'Herbet est une léproserie fondée à la fin du XIIe siècle par la comtesse G. de Montferrand. Elle est située à deux kilomètres au sud de l'ancienne ville médiévale de Montferrand, et fut active jusqu'au XVIIe siècle.
La léproserie d'Herbet a une singularité : être proche du tribunal de la Purge, une juridiction royale unique, chargée de traiter les affaires liées aux lépreux. Son siège se trouvait à l'origine au sein de la léproserie, avant d'être déplacé à Montferrand.

## Localisation
La léproserie se trouve sur l'actuelle commune de Clermont-Ferrand, du fait de l'union des villes de Clermont et Montferrand, au sud-est du quartier Herbet,,.
Originellement, ce lieu était stratégique ; il était à l'extérieur des villes, permettait d'isoler les malades, et se trouvait au carrefour de deux voies terrestres importantes : le « chemin français » reliant Paris au Languedoc via Montferrand, et la route entre Clermont et Pont-du-Château.
Le site était, en plus, proche d'un cours d'eau sans nom,,,. Ce dernier a progressivement été enterré à partir du début des années 1970.

## Historique

### Principale période d'activitéXIIe- milieu duXVIesiècle

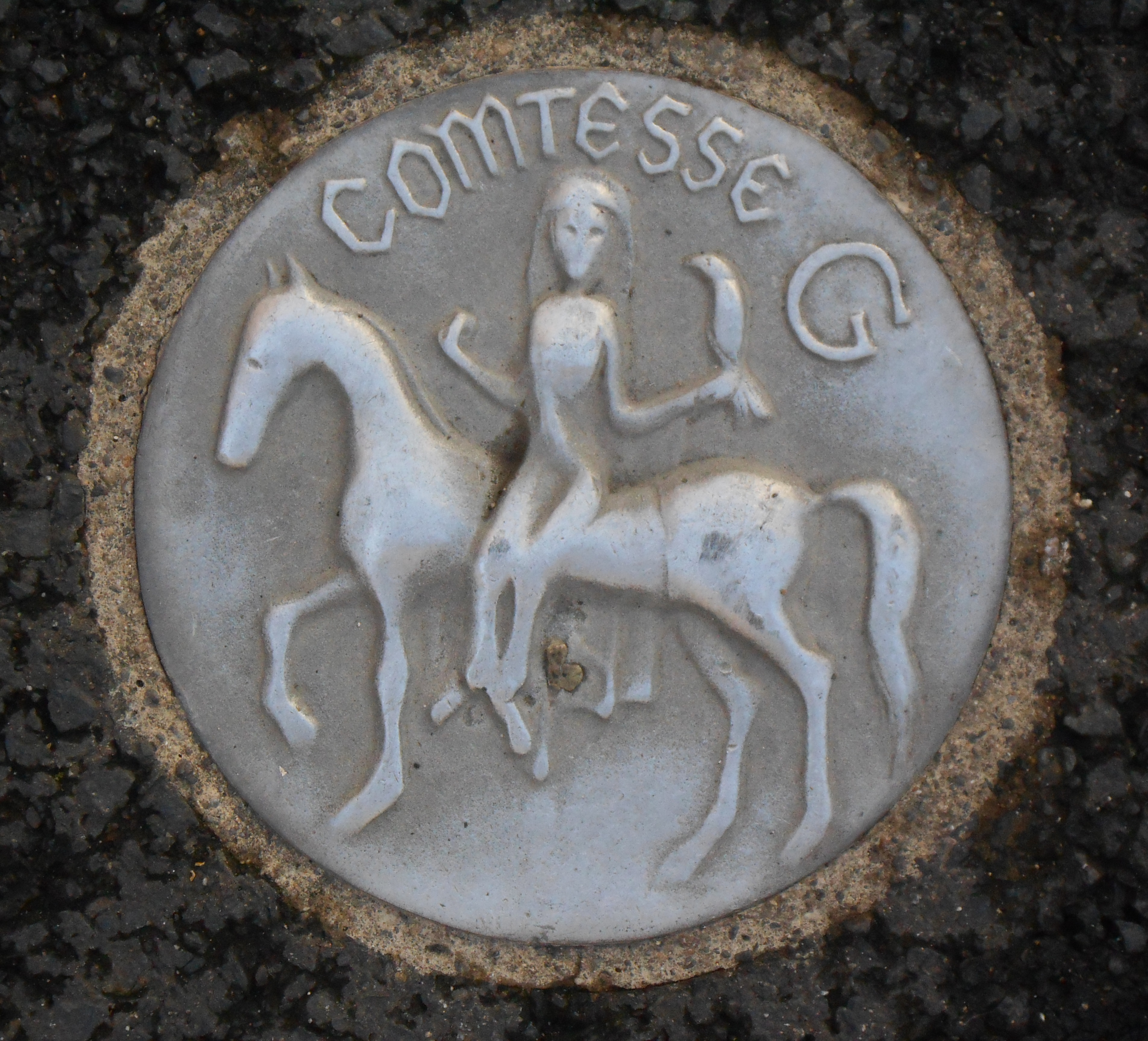
Plaque au sol dédiée à la Comtesse G. de Montferrand.

La date de fondation de l'ensemble n'est pas connue exactement. On peut l'estimer à la fin du XIIe siècle : le testament de la comtesse G., daté de 1199, en fait mention ; elle serait à l'origine de la fondation de la léproserie, sur la fin de sa vie.
Durant les premiers siècles de son existence, l'autorité s'exerçant sur la léproserie est incertaine. Durant les XIIe – XIIIe siècles, la léproserie est fondée et administrée par le consulat de Montferrand. Le 25 juillet 1292, Louis II de Beaujeu vend la ville ainsi que la léproserie au roi Philippe IV le Bel, en raison de difficultés financières. Durant le XIVe siècle, ces deux autorités, royale et consulaire, entretiennent des rapports conflictuels. Au cours de plusieurs procédures juridiques, elles vont s'échanger la propriété du site, avant d'aboutir, à la fin du siècle, à un statu quo dans lequel les consuls de Montferrand gardent le contrôle effectif du site, assistés d'une « tutelle étatique ». Durant ces troubles, l'administration du site est assurée de facto par les consuls de Montferrand, directement ou indirectement.
Dans un premier temps, la léproserie d'Herbet héberge le tribunal de la Purge. Cette juridiction est vraisemblablement modeste jusqu'au XIVe siècle. À cette période, la Purge devient une juridiction royale, bien qu'administrée par les consuls de Montferrand, et gagne en importance ; en 1339 et 1349, deux lettres du roi Philippe VI de Valois attestent de l'importance accordée au site. La première lettre donne le droit exclusif aux consuls de Montferrand de nommer les administrateurs de la léproserie, la seconde autorise que« le surplus des revenus de la maladrerie d'Herbet [soit utilisé] pour la distribution de l'aumône générale de l'ascension. »,.
Par effet direct, la léproserie d'Herbet devient la plus importante d'Auvergne, en statut et en richesse. Elle est à la tête d'un petit réseau de léproseries, incluant celles de Murat et d'Issoire.
De 1497 à 1511, un nouveau lieu est construit pour accueillir le tribunal de la Purge en plein Montferrand, appelé l'Auditoire de la Purge. Il sera utilisé jusqu'à la caducité de la juridiction au XVIIe siècle,. Dès lors, la léproserie d'Herbet perd sa fonction de tribunal et est cantonnée à son rôle de lieu d'isolement et de soin des malades, jusqu'à son abandon progressif.

### Déclin de la léproserie milieu duXVIe- fin duXVIIesiècle

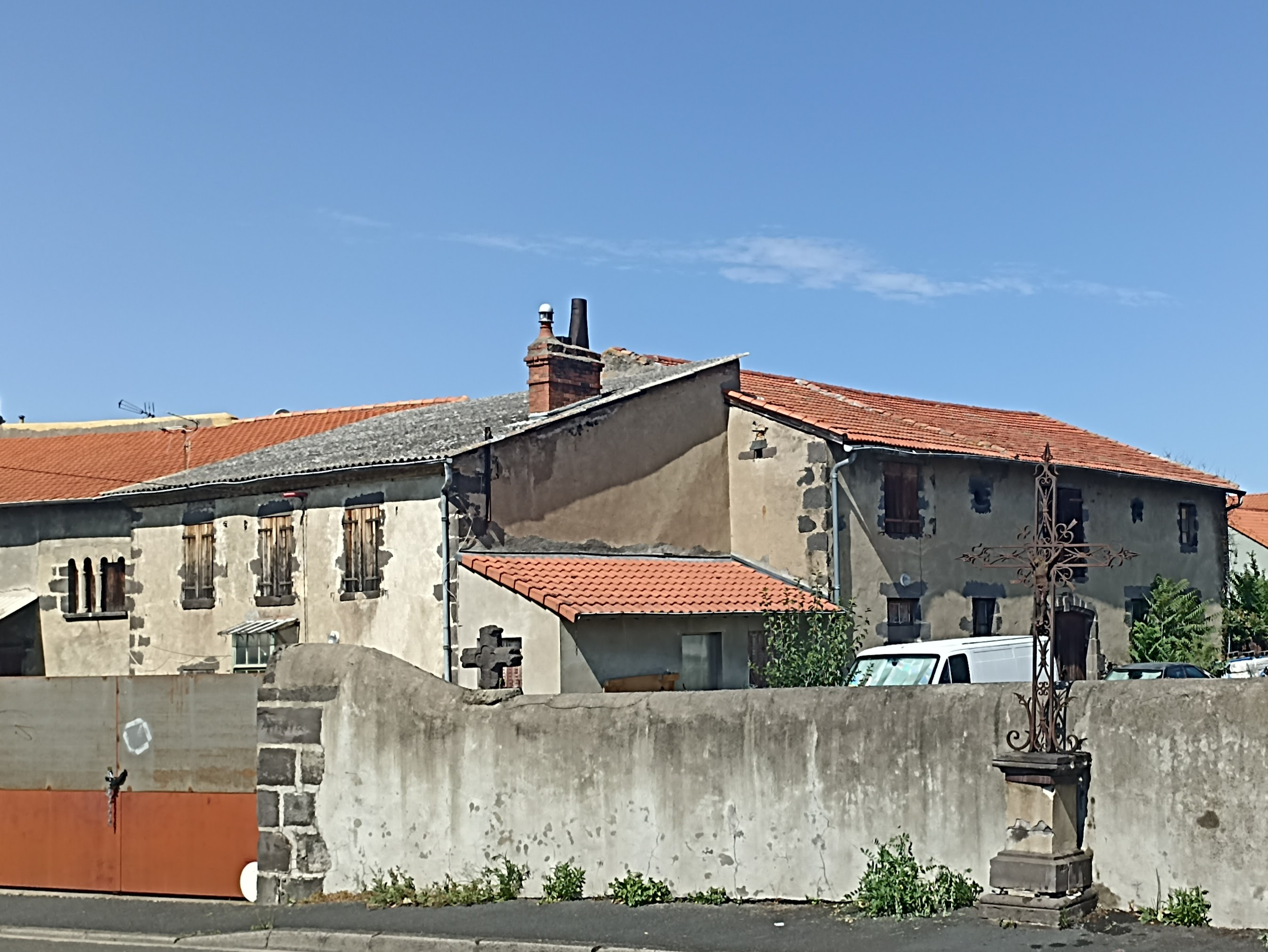
Vue sud-ouest de la léproserie Saint-Lazare d'Herbet en 2025.

A partir du XVIe siècle, le site tombe progressivement en ruine, faute de moyens, et malgré la présence de malades. En 1611, le roi Louis XIII fusionne les léproseries et leurs biens avec les structures charitables les plus proches. La léproserie d'Herbet passe sous l'égide de l'Hôtel-Dieu de Montferrand (aujourd'hui disparu).
Il est vraisemblable de penser que cette union ne fut que formelle, et que l'union de fait remontait à la fin du XVIe siècle. Avec le recul de la lèpre en France, la léproserie tombe en désuétude ; elle est fermée, par décision royale, à la fin du XVIIe siècle, en même temps que le tribunal de la Purge de Montferrand. La maladrerie sera reconvertie dans les décennies suivantes. La chapelle est désacralisée. Les biens de l'ancienne léproserie deviennent une ferme, ses revenus sont remis à l'Hôtel-Dieu de Montferrand, toujours propriétaire du lieu.

### Depuis la fermetureXVIIIe–XXIesiècles
Quand l'Hôtel-Dieu de Montferrand est fermé, la léproserie d'Herbet devient successivement propriété de l'Hôtel-Dieu de Clermont-Ferrand, du Centre hospitalier universitaire de Clermont-Ferrand, puis de la Société française d’Histoire des Hôpitaux.
En 2005, elle est vendue à Logidôme, aujourd'hui Assemblia, bailleur social dans le Puy-de-Dôme,. Ce dernier projetait de détruire le site et construire des logements sociaux. Ce projet est abandonné quelques années plus tard. Aujourd'hui, le site de la Léproserie d'Herbet est fondu au milieu de bâtiments résidentiels contemporains. Certains éléments sont encore visibles, notamment le Jardin, une partie de la chapelle, les dortoirs, l'entrée et le pigeonnier.

## Fonctionnement interne
Le fonctionnement interne de la léproserie n'est pas connu avant la seconde moitié du XIIIe siècle, en raison du manque d'archives. À cette période, un administrateur est désigné par les consuls de Montferrand. Il s'agit d'un homme sain, contrairement à la pratique dans d'autres établissements similaires. C'est également un laïc ; les charges spirituelles et temporelles sont séparées. La charge de cette fonction est toujours donnée à un montferrandais (hormis une exception au milieu du XIVe siècle où un riomois sera désigné). Il s'agit d'un poste convoité, raison pour laquelle toutes les grandes lignées de la ville cherchent à y placer un de leurs membres. L'administrateur n'a de comptes à rendre qu'auprès des consuls de Montferrand, et pas aux autorités religieuses, la léproserie n'étant pas rattachée à Clermont. Il est également le garant de l'ordre social au sein du site, notamment vis-à-vis des querelles quotidiennes. 
La léproserie d'Herbet serait devenue sélective à partir du XVe siècle : elle demandait des droits d'entrée (financiers) élevés par rapport aux normes de l'époque ; elle aurait pu être réservée à des « ladres » ayant des ressources financières importantes. Dans le même temps, la maladrerie aurait accueillie en son sein une commanderie, confiée aux hospitaliers de Malte, dirigée par un commandeur nommé par les consuls de Montferrand.   
Au sein de la léproserie, les malades ne sont pas abandonnés. Ils sont pris en charge ponctuellement par des praticiens (médecins, chirurgiens-barbiers et apothicaires) procurant des soins censés rendre la maladie plus supportable, et au quotidien par des donats. Les connaissances médicales sont encore limitées, et les malades ne quittent pas la maladrerie. La léproserie reçoit régulièrement la charité venue de Montferrand, d'une part, en nourriture pour les « ladres », et, d'autre part, en argent pour les frais occasionnés par l'entretien des malades.  

## Organisation spatiale
Le site d'Herbet contient un ensemble d'édifices liés à la léproserie, parfois dénommé « Herbet village » dans les siècles suivants. Cet ensemble est constitué d'une chapelle, dédiée à Lazare de Béthanie, saint patron des lépreux, de dortoirs, d'une cave, d'un pigeonnier, d'un cimetière, d'un jardin, d'une fontaine, d'une cuisine, d'un réfectoire, ainsi que d'une grange, et de retraits (construits en 1480), le tout ceinturé d'un enclos. Des logements sont prévus pour les personnes saines travaillant dans la léproserie. Ce développement extensif s'explique par la proximité de la Purge de Montferrand. Celle-ci enquêtait sur de potentiels « ladres » (lépreux) venus du diocèse de Clermont, voire, par exception, de diocèses plus lointains, tel que le diocèse du Puy-en-Velay, de Saint-Flour, ou de Bourges. Son champ d'action se serait même étendu encore davantage au XVe siècle au Languedoc, au Bourbonnais, au Beaujolais, au Lyonnais, et à la Marche.

## Architecture
La chapelle est construite peu après la fondation de la léproserie, peut-être dès la toute fin du XIIe siècle. Celle-ci est construite dans le style de l'art roman auvergnat. Elle est faite de trachyandésite, ou pierre de Volvic. Il est à noter que les autres édifices religieux de Basse-Auvergne utilisaient plutôt des matériaux clairs à cette période. Ces pierres supportent une corniche ornée d'un grand nombre de modillons. Le chevet, orienté vers l'Est, est plat. Le porche a été détruit au XIXe siècle. De même, le mur pignon, au sud, a été détruit à la fin du siècle pour la construction de la grange adjacente. Aujourd'hui, seuls une partie du mur gouttereau, au nord, et le chevet sont visibles de l'extérieur. Le reste de l'édifice se confond avec des logements de particuliers, ainsi que la grange. Les restes de cette chapelle, correspondant à la nef et au chœur, mesurent environ quinze mètres de long pour neuf mètres de large.
Le pigeonnier est situé au nord de la léproserie. Il est constitué d'une tour circulaire en pierres crépies, accolée à un logement. La tour est haute de quatre étages, large d'environ trois mètres, et percée de plusieurs fenêtres. La tour, comme le logement, ont été conservés entièrement, et réhabilités en logement de particulier.